# أشلي فاغنر
أشلي فاغنر (بالإنجليزية: Ashley Wagner)‏ هي متزلجة فنية أمريكية، ولدت في 16 مايو 1991 في هايدلبرغ في ألمانيا.

## وصلات خارجية
- الموقع الرسمي
- أشلي فاغنر على موقع الاتحاد الدولي للتزلج (الإنجليزية)
- أشلي فاغنر على موقع اللجنة الأولمبية الدولية (الإنجليزية)
- أشلي فاغنر على موقع أوليمبيديا (الإنجليزية)
- أشلي فاغنر على موقع اللجنة الأولمبية والبارالمبية الأمريكية (الإنجليزية)